# Slaget om Moskva
Slaget om Moskva var en stor tysk offensiv mot Sovjetunionens huvudstad Moskva, och Röda arméns motoffensiv under hösten–vintern 1941–1942.

## Bakgrund
Kriget mellan Nazityskland och Sovjetunionen inleddes 22 juni 1941 med en jättelik invasion. Kriget på andra världskrigets östfront hade startat, ett krig som skulle bli det blodigaste och mest intensiva som någonsin utkämpats mellan två stater. De sovjetiska försvararna togs med överraskning och led kolossala förluster under sommaren och hösten. Till Hitlers och tyska arméledningens förvåning kollapsade emellertid inte röda armén, istället hårdnade motståndet efterhand. Hösten 1941 såg läget ändå hopplöst ut för Röda armén. Trots intensivt regnande som förvandlade de flesta vägar till lerstigar fortsatte den tyska offensiven. I Kiev togs i september inte mindre än 665 000 krigsfångar. 

## Operation Tyfon

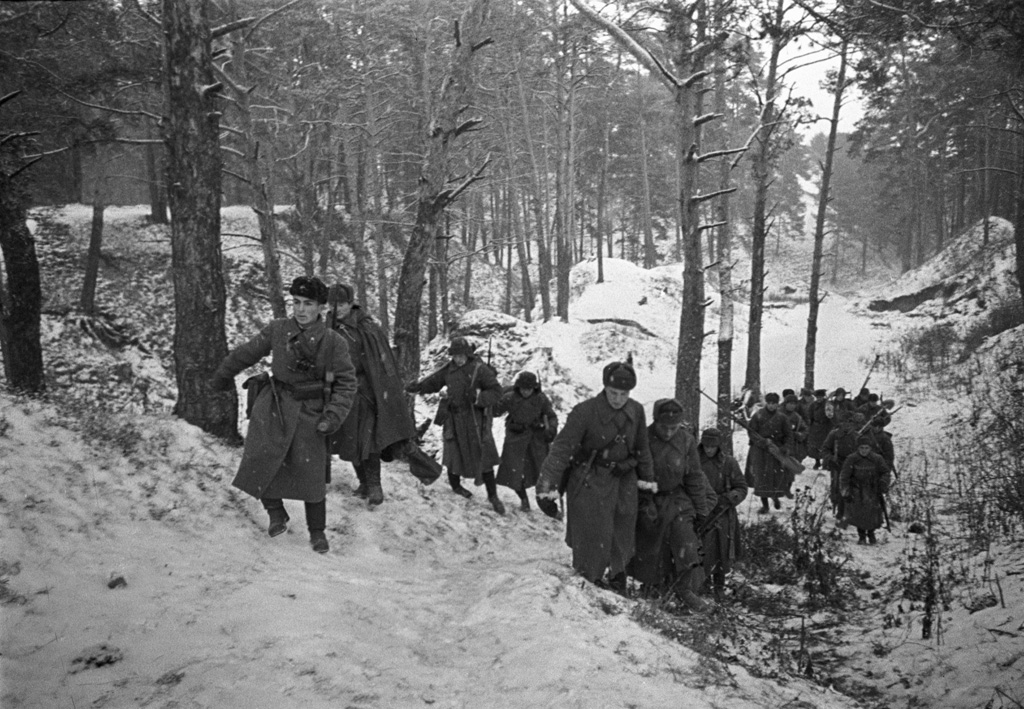
Sovjetiskt pansarvärn byter eldställning, november 1941.

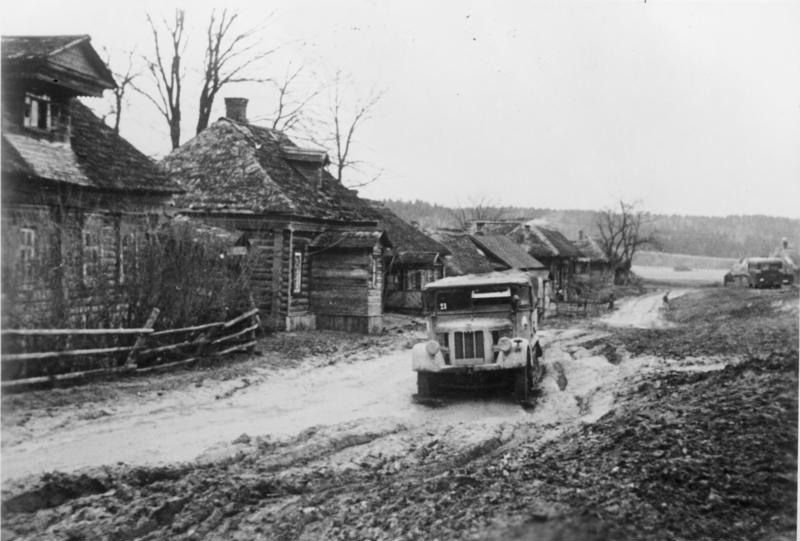
Tyska fordon åker genom en rysk by utanför Moskva, november 1941.

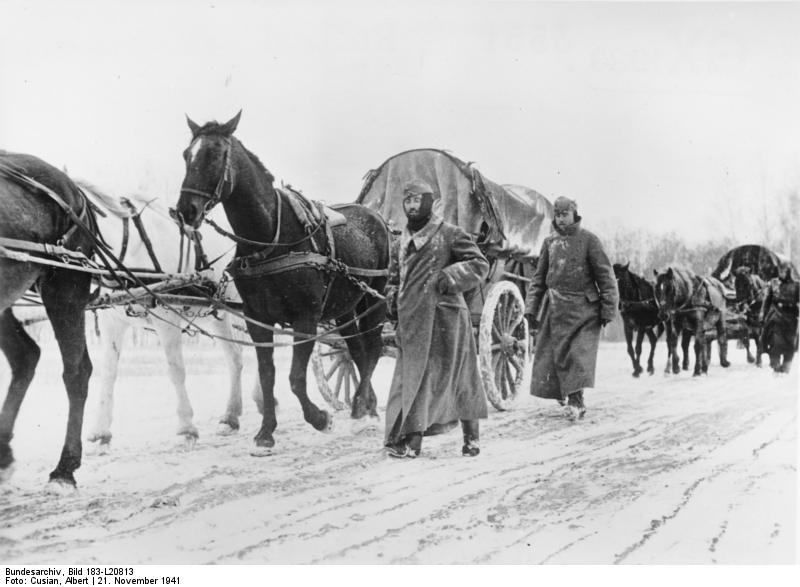
Tyska anspannsförband vid Moskvafronten, november 1941.

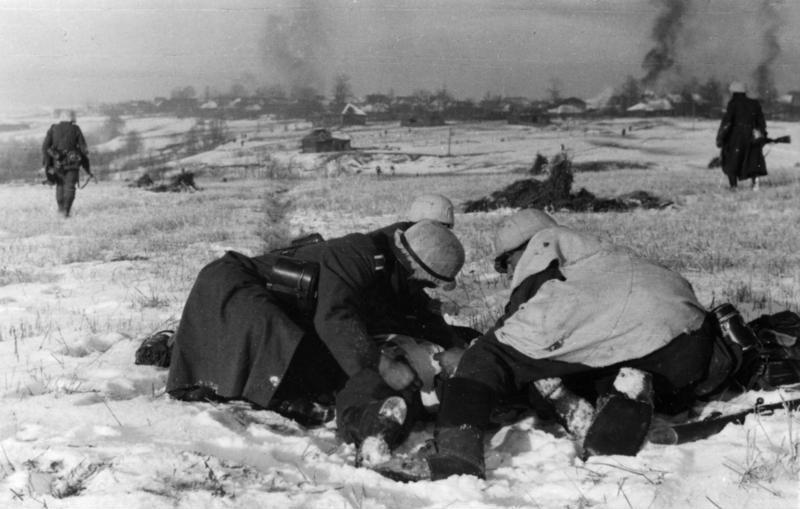
En tysk sårad omhändertas under slaget om Moskva, november 1941.

Den tänkta slutoffensiven mot Moskva inleddes 2 oktober under ledning av fältmarskalk Fedor von Bock. Drygt en vecka senare tog Georgij Zjukov över ansvaret för försvaret av huvudstaden.

### Sovjetiskt försvar
Från Toropets i norr till Sumy söder försvarade tre sovjetiska fronter vägarna till Moskva: 
- Västfronten (Ivan Konev)
- Reservfronten (Semjon Budjonnyj)
- Brjanskfronten (Andrej Jerjomenko)

Sammanlagt förfogade de tre fronterna över 1,3 miljoner man, 849 stridsvagnar och över 20 000 artilleripjäser samt granatkastare.

### Tyska styrkor
Armégrupp Mitte kunde ställa upp med en nästan lika stor numerär för anfallet mot Moskva.
- 2. Armee
- 4. Armee
- 9. Armee
- Panzergruppe 2
- Panzergruppe 3
- Panzergruppe 4

Dessa arméer räknade tillsammans  1 149 111 man samt cirka 1000 stridsvagnar.
Sovjetunionens ledare Josef Stalin beordrade att staden skulle försvaras till siste man och stannade faktiskt själv kvar, trots att staden utsattes för intensiva flyganfall oktober - november. Att landets högsta politiska ledning trots allt stannade kvar i huvudstaden bidrog till att stärka försvarsviljan hos såväl stadens försvarare som civilbefolkningen. Den tyska offensiven fortsatte emellertid, och i månadsskiftet november-december befann sig von Bocks tätgrupper bara 30 km från Moskva. Nu hade dock röda armén fått hjälp av en trogen "allierad" från såväl Napoleonkrigen som Karl XII:s invasion i början av 1700-talet. Den ryska vintern började på allvar andra hälften av november med mycket låga temperaturer och vinterkrigföring var Wehrmacht inte utrustad för. Anfallen körde nu fast, bilarna och stridsvagnarna fungerade inte, och tusentals och åter tusentals soldater dog av köldskador.
Att huvudorsaken till att tyskarnas anfall hade kört fast skulle vara lera, snö och kyla är mestadels en myt. Självklart underlättade inte dessa faktorer för dem, men samma förhållanden gällde även för den Röda armén, som dock var bättre rustad för dylika förhållanden. Hitler hade inte planerat för en längre tids krigföring i Ryssland, och det är där man får leta efter det grundläggande felet till tyskarnas misslyckande på östfronten. I ett tal i slutet av december skyllde Hitler hela offensiven på vädret.
Huvudorsaken till tyskarnas misslyckande utanför Moskva var de långa underhållslinjerna, som hade blivit extremt utdragna. Det var svårt att få fram bensin till stridsvagnarna, ammunition till kanonerna och mat till soldaterna. Avstånden över vilka allt detta skulle transporteras var enorma. Dessutom hårdnade ryssarnas motstånd i takt med att tiden gick. Röda armén började organiseras om under hösten 1941, enheterna fick fler soldater, vapen och stridsvagnar. Uppsättningen av förband bestående av civilbefolkning hjälpte också till att hejda tyskarna. Civilisterna deltog aktivt i försvaret av Moskva också genom att gräva stridsvagnshinder.
I ett desperat försök att tillfälligt stoppa den tyska offensiven skickade man ut "Frivilliga" i strid. I och med att hela den ryska armén kollapsat under sommaren, började man nu kalla in stora mängder manskap till tjänstgöring. Tyskarna hade dock avancerat så snabbt att det nu fanns en gigantisk brist på färdigutbildat manskap. Det skulle krävas flera månader att få igång den ryska krigsindustrin och börja sända ut nytt manskap. I ren desperation skickade man under slaget ut både veteraner och kvinnor i strid. En så kallad Mänsklig vägg.

## Motoffensiv

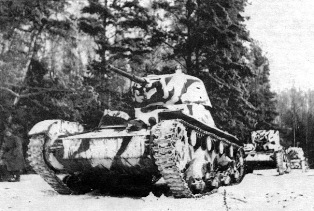
Sovjetiska stridsvagnar T-26 under slaget om Moskva.

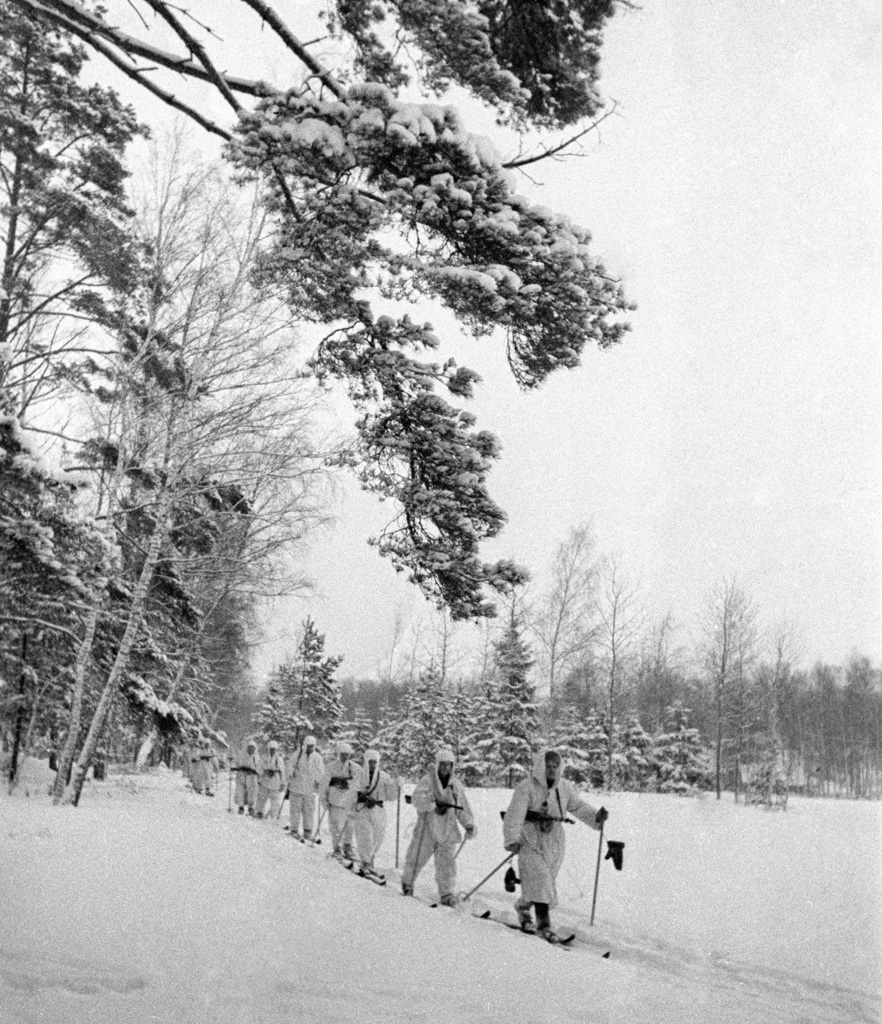
Rysk spaningspatrull under slaget om Moskva, december 1941.

Zjukov hade dessutom ett kort kvar som tyskarna inte var beredda på. I Sibirien fanns cirka 40 välutrustade divisioner, men av rädsla för att Japan skulle attackera Sovjetunionen hade man sommaren 1941 valt att inte mobilisera dem i kriget mot Nazityskland. Några månader senare stod det emellertid klart för Stalin att Japan inte tänkte angripa Sovjetunionen varpå de flyttades västerut. Zjukov ville dock vänta med att sätta in dem vid ett "lämpligt tillfälle". Detta tillfälle ansåg Zjukov infunnit sig i början av december. Tyskarna var utmattade och led svårt av att Hitler inte valt att förse dem med adekvat vinterutrustning. Den 5 december gav Zjukov order om att de utvilade sibiriska förbanden skulle sättas in och dagen efter inleddes motoffensiven.
Tyskarna blev överraskade, och deras positioner längs hela Östfronten kom i gungning. En desperat Hitler förbjöd reträtt men Röda armén pressade ändå tillbaka angriparen. En månad senare hade Wehrmacht pressats tillbaka upp till 250 km. Det innebar att chansen att erövra Moskva var borta, och i praktiken hade man förlorat hela andra världskriget. USA hade nu gått med i kriget mot Hitler och med amerikanarnas gigantiska resurser fanns ingen realistisk möjlighet för Hitler att vinna kriget. För ryssarnas del var segern mycket viktig även ur moralisk synvinkel; Wehrmacht var trots allt inte oslagbar.

## Följder
Vad gäller utgången av Moskvaslaget menar många militärhistoriker att Adolf Hitler i praktiken redan hade förlorat chansen att erövra den sovjetiska huvudstaden i slutet av sommaren. Han hade då gett order om att truppstyrkor från den centrala armégruppen, som anföll i riktning mot Moskva, skulle överföras till Armégrupp Süd vars huvuduppgift var att erövra Ukraina och nå de för röda arméns del livsviktiga oljekällorna i Kaukasusregionen. Armégrupp Mitte försvagades därmed och under hösten blev det också allt större problem att förse styrkorna med tillräcklig mängd ammunition mm, fronten var på hösten drygt 3 000 kilometer lång, ett problem som den tyska militärledningen underskattat i planeringen inför kriget.
Förlusterna var enorma på båda sidor, och bedömningarna om storleken varierar. Röda armén beräknas ha förlorat 650 000-1 280 000 i döda, skadade och saknade under hela Moskvaslaget oktober 1941 till januari 1942. De tyska förlusterna uppgick till cirka 248 000-400 000 döda, skadade eller saknade. De materiella förlusterna omfattade 1 800 stridsvagnar, 55 000 motorfordon och 180 000 hästar.

## I kulturen
Det svenska metalbandet Sabaton släppte den 7 maj 2021 en låt som heter Defence Of Moscow som handlar om detta slaget. Musikvideon till låten (på Youtube) har ungefär 15 miljoner visningar och ungefär 19 miljoner uppspelningar på Spotify. En annan sak som också kan tilläggas är att i gitarrsolon i låten så kan höra den sovjetiska nationalsången.